# Intérprete de JavaScript
Un intérprete de JavaScript (también conocido como motor de JavaScript o implementación de JavaScript) es un intérprete informático que interpreta el código fuente en lenguaje JavaScript y ejecuta un script acorde a las instrucciones dadas.
El primer intérprete de JavaScript fue creado por Brendan Eich, mientras trabajaba en Netscape Communications Corporation, para ser incluido en el navegador web Netscape Navigator. Este intérprete es conocido con el nombre en clave SpiderMonkey y su desarrollo se mantiene gracias a la Fundación Mozilla.
Los programas anfitrión más comunes para JavaScript son los navegadores web. Los navegadores web generalmente usan una Application Programming Interface (API) pública para crear objetos del anfitrión (del inglés host objects) reflejados en el DOM de un documento y accesibles a través de JavaScript.
Un servidor web es otra aplicación informática en que se suele integrar un intérprete de JavaScript. Un servidor web JavaScript reflejaría en objetos los pedidos y respuestas hechos sobre el protocolo HTTP, permitiendo a una aplicación en JavaScript utilizar esa información para crear páginas web dinámicamente.

## Motores notables
- V8 de Google es el motor de JavaScript más utilizado. Google Chrome y muchos otros navegadores basados en Chromium lo utilizan, al igual que las aplicaciones construidas con CEF, Electron o cualquier otro marco que incorpore Chromium. Otros usos incluyen los sistemas de ejecución de Node.js y Deno.

- SpiderMonkey es desarrollado por Mozilla para su uso en Firefox y sus derivados. GNOME Shell lo utiliza para el soporte de extensiones.

- JavaScriptCore es el motor de Apple para su navegador Safari. Otros navegadores basados en WebKit y el sistema de ejecución Bun también lo utilizan. KJS de KDE fue el punto de partida para su desarrollo.

- Chakra es el motor del navegador Internet Explorer. Microsoft también lo bifurcó para el navegador Microsoft Edge original, pero Edge fue reconstruido más tarde como un navegador basado en Chromium y, por lo tanto, ahora utiliza V8.